# 1071 w polityce
Wydarzenia polityczne w 1071 roku.

## Wydarzenia
- Bitwa pod Manzikertem. Cesarz Roman IV Diogenes dostaje się do niewoli[1].
- Normanowie zdobywają Bari; koniec panowania bizantyjskiego w Italii[2]